# حلزون بی‌صدف دریایی

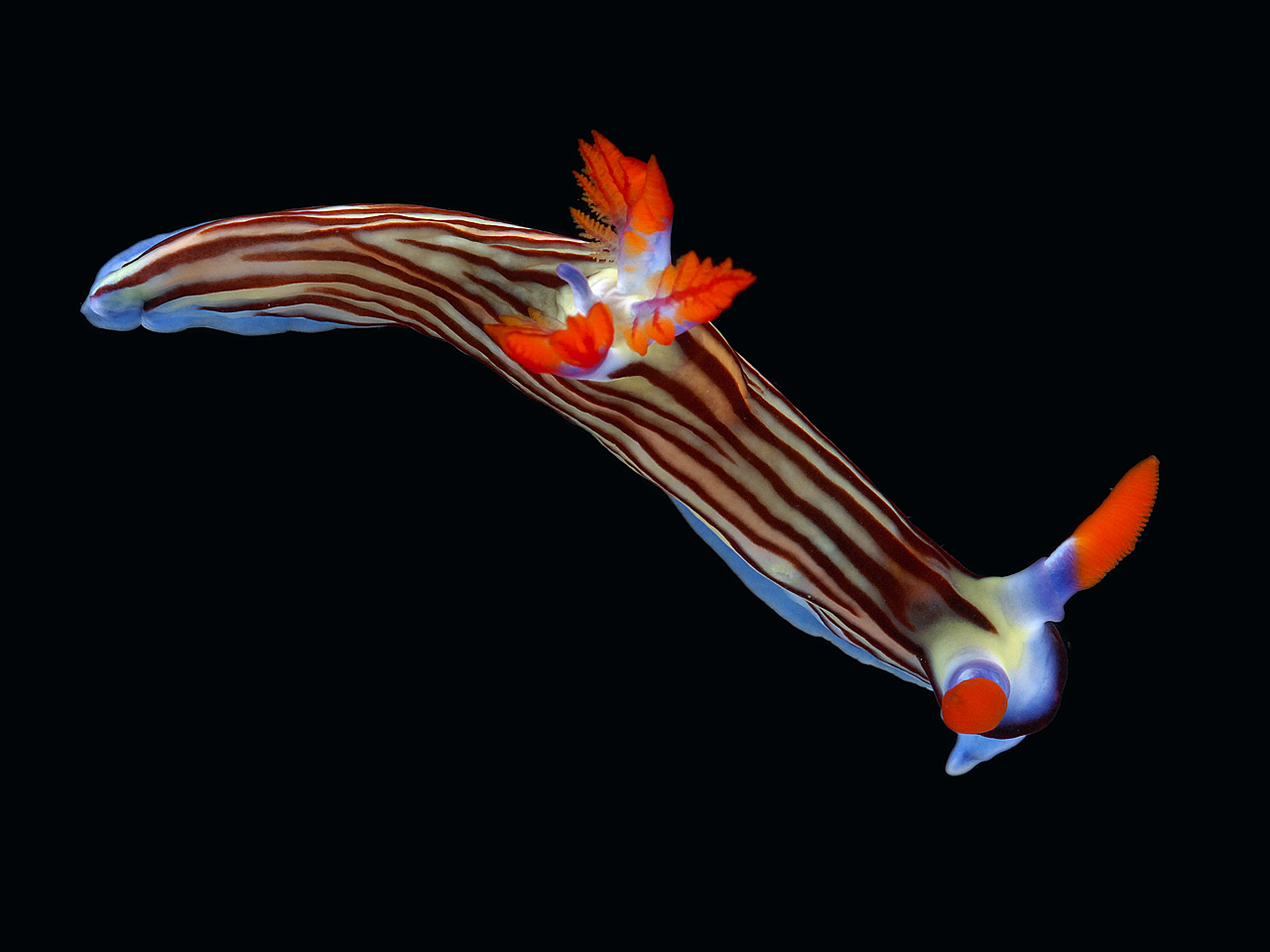
لیسه دریایی Nembrotha aurea یک گاستروپود است.

حلزون بی‌صدف دریایی، راب دریایی (انگلیسی: Sea slug) بیشتر موجوداتی که به عنوان راب دریایی شناخته می‌شوند، گاستروپود هستند، یعنی شکم‌پایان، حلزون دریایی (نرم‌تنان گاستروپود دریایی) هستند که در طول زمان فرگشت یا به‌طور کامل پوسته خود را از دست داده‌اند، یا ظاهراً به دلیل داشتن پوسته بسیار کاهش یافته یا داخلی، پوسته خود را از دست داده‌اند.